# Johan Eurén
Johan Eurén, né le 18 mai 1985 à Partille, est un lutteur gréco-romain suédois.

## Biographie
Le 6 août 2012, il obtient la médaille de bronze aux Jeux olympiques de Londres en catégorie des moins de 120 kg.
Il est médaillé de bronze des Championnats d'Europe de lutte 2010 et des Championnats du monde de lutte 2013 en catégorie des moins de 120 kg et médaillé de bronze des Championnats d'Europe de lutte 2016  en catégorie des moins de 130 kg.